# Música e sono
Problemas de sono estão correlacionados com o bem-estar reduzido e a baixa qualidade de vida. Distúrbios persistentes do sono podem causar fadiga, irritabilidade e vários problemas de saúde. Diversos estudos examinaram o impacto positivo da música na qualidade do sono. Já em 2000 a.C., canções de ninar foram criadas para ajudar no sono dos bebês. Para adultos com distúrbios relacionados ao sono, a música serve como uma intervenção útil na redução do estresse. Aproximadamente 25% da população que enfrenta dificuldades para dormir utiliza regularmente a música como uma ferramenta de relaxamento. Esse processo pode ser tanto autoprescrito quanto orientado por um musicoterapeuta.
A musicoterapia é introduzida no campo médico para tratar distúrbios do sono após experimentações e observações científicas. Comparado a outros métodos farmacológicos para melhorar o sono, a música não apresenta efeitos colaterais relatados e é fácil de administrar. Em comparações diretas, a música demonstrou melhorar a qualidade do sono mais do que audiolivros e foi comparável aos sedativos hipnóticos.
Além disso, a música pode ser combinada com técnicas de relaxamento, como exercícios respiratórios e relaxação muscular progressiva. Uma revisão sobre auxiliares do sono não farmacológicos identificou a música como o único recurso com pesquisas adequadas disponíveis. A influência da música no sono tem sido investigada em vários contextos, explorando como estímulos musicais podem influenciar diferentes aspectos da experiência do sono. As implicações dessas descobertas contribuem para o desenvolvimento de procedimentos mais eficazes de terapias musicais voltadas para problemas de sono.

## Principais descobertas empíricas

### Influência na qualidade do sono
Pesquisas indicam que a música contribui para uma maior percepção da qualidade do sono, maior eficiência do sono, maior duração do sono, menos distúrbios durante a noite e menor disfunção diurna em adultos mais velhos. Isso foi avaliado por meio de melhores pontuações no questionário do Índice de Qualidade do Sono de Pittsburgh (Pittsburgh Sleep Quality Index, PSQI). Investigações com polissonografia constataram que ouvir música com andamento lento aumenta o sono de ondas lentas (sono profundo) e reduz o sono com movimento rápido dos olhos (fase mais leve do sono). A música proporciona uma melhora significativa na qualidade do sono em pacientes com insônia. Intervenções como relaxamento assistido por música e ouvir música reduzem eficazmente a latência do início do sono em pessoas com insônia. No entanto, diversos estudos constataram que a música não apresenta efeitos positivos nem negativos na qualidade subjetiva do sono em indivíduos sem distúrbios do sono.

### Modulação da frequência cardíaca e da pressão arterial
A música pode reduzir a atividade do sistema nervoso simpático, diminuindo a pressão arterial e a frequência cardíaca. A redução da pressão arterial sistólica, da pressão arterial diastólica e da frequência cardíaca indica um estado de calma, essencial para uma boa noite de sono. A música sedativa — caracterizada por andamento lento, ritmo repetitivo, contornos suaves e uso de cordas — é eficaz na geração de respostas ansiolíticas que auxiliam no sono.

### Atividade das ondas cerebrais e respostas hormonais
Estudos com eletroencefalograma fornecem informações sobre como a música altera as atividades das ondas cerebrais durante o sono. Música suave e relaxante pode levar ao aumento das atividades das ondas delta, o que indica sono profundo. Diversos experimentos demonstraram que ouvir músicas de preferência pessoal reduz significativamente os níveis de cortisol e diminui a quantidade de estresse experimentado. A melatonina salivar, um hormônio associado ao início do sono, foi encontrada elevada entre pessoas que usam terapias musicais interativas. Esses hormônios contribuem para a criação de um ambiente mais propício ao adormecimento e à manutenção de estágios estáveis do sono.

## Mecanismos

### Propostas de Dickson e Schubert
Dickson e Schubert resumiram e avaliaram seis razões propostas por pesquisadores pelas quais a música poderia potencialmente ajudar no sono:
- Entrainment (ou arrastamento): A sincronização de certos processos biológicos, como atividade neural ou frequência cardíaca, com a estrutura rítmica da música. Quando o padrão rítmico da música se alinha com o ritmo natural do corpo, é mais provável adormecer rapidamente.
- Mascaramento: O mascaramento envolve o uso da música para mitigar o impacto de ruídos de fundo indesejados. Ao ouvir música em um volume confortável, os indivíduos podem bloquear os sons disruptivos do ambiente e criar um ambiente tranquilo para dormir.
- Prazer: Ouvir música preferida, emocionalmente identificável ou agradável pode ter um impacto positivo no humor. Isso induz emoções positivas, como felicidade, reduzindo o estresse sentido e melhorando os padrões de sono.
- Distração: A música atua como um distrator de pensamentos internos estressantes, fornecendo um ponto focal de atenção. Indivíduos que se concentram na música podem desviar sua atenção dos pensamentos preocupantes que os mantêm acordados.
- Expectativa: Alguns indivíduos têm a crença cultural de que certos tipos de música podem ajudar no sono. Essa crença funciona como um efeito placebo, em vez de um fator diretamente responsável pela melhora da qualidade do sono. A experiência subjetiva do sono pode ser aprimorada pelo poder da sugestão.
- Relaxamento: A música pode induzir uma resposta de relaxamento reduzindo o estresse fisiológico e psicológico. Ritmo lento e melodias calmantes podem reduzir a frequência cardíaca, diminuir o nível de cortisol e aliviar a tensão. Isso faz com que o indivíduo adormeça mais facilmente.

### Formação de hábitos
Dickson & Schubert propuseram a formação de hábito como uma razão proposta por pesquisadores adicional dentro do modelo Arts on Prescription. Com base no condicionamento clássico, a associação repetida da música com a intenção de dormir pode gerar uma resposta condicionada. Ao formar esse hábito, a música por si só passa a ser eficaz em desencadear uma resposta de relaxamento, sinalizando ao corpo que é hora de dormir. Para indivíduos com insônia leve, esse processo requer um mínimo de três semanas para que desenvolvam um padrão de sono saudável, com melhorias contínuas na qualidade do sono ao longo de três meses. A música melhorou a qualidade do sono com o aumento da exposição, independentemente das diferenças demográficas, do gênero musical, da duração do tratamento e da frequência de exposição. Dickson sugere "ouvir música que você ache relaxante, no mesmo horário, todas as noites, por pelo menos três semanas".

## Gêneros e características musicais
Os gêneros musicais típicos usados para dormir (música sedativa) incluem música clássica, música étnica, música ambiente, música de meditação e canções de ninar, embora os pesquisadores tenham reconhecido uma grande diversidade de gêneros musicais que auxiliam no sono. As características da música que têm contribuído para a melhora da qualidade do sono, segundo a literatura sobre música e sono, incluem andamento lento, pouca variação rítmica e variação moderada no tom da melodia. A seleção da música (autosselecionada ou selecionada pelo pesquisador) não parece afetar a qualidade do sono.

### Música instrumental vs. música com letras
Músicas instrumentais, como as tocadas em sitar ou violino, são reconhecidas como mais eficazes na indução do sono do que músicas com vocal. Embora a letra dê profundidade e significado à música, ela também estimula processos cognitivos, tornando mais difícil adormecer. Por outro lado, a música instrumental, ao focar na melodia e no ritmo, permite o relaxamento sem a distração causada pelas letras. Pesquisas oferecem evidências do uso da música instrumental na melhora da qualidade do sono.

### Sons da natureza e batidas binaurais
Sons da natureza, como o canto dos pássaros ou a chuva, podem provocar uma sensação de tranquilidade e paz, facilitando o sono. Batidas binaurais funcionam apresentando duas frequências diferentes para cada ouvido, o que sincroniza a atividade das ondas cerebrais. Esses dois métodos podem ser combinados para melhorar a qualidade do sono, visando tanto a experiência sensorial quanto as alterações das ondas cerebrais.

### Música sedativa desenvolvida em colaboração com pesquisadores
- Can't Sleep (aplicativo)[29] - Gaelen Thomas Dickson (psicologia musical)
- Pzizz (aplicativo)[30] - Maryanne Garry (psicologia)
- Marconi Union - Weightless (música) - Lyz Cooper (terapia sonora)
- Max Richter - Sleep (álbum) - David Eagleman (neurociência)

## Variabilidade individual
Embora muitos estudos tenham mostrado a influência significativa da música suave e lenta no sono, é essencial reconhecer que esse efeito não é uniforme entre todos os indivíduos. Pesquisas extensas revelaram a variabilidade nas respostas individuais aos estímulos musicais, o que pode ser devido à preferência pessoal, ao contexto cultural e à susceptibilidade a diferentes tipos de música. Alguns podem achar a música clássica agradável, enquanto outros preferem a música ambiente para relaxamento. O contexto cultural também pode moldar a percepção e a resposta de um indivíduo aos estímulos musicais. O conceito de música e sono, embora aplicável à população geral, precisa levar em consideração essas diferenças para personalizar o gosto de cada pessoa. Ao customizar as escolhas musicais, a eficácia geral da música na melhoria do sono pode ser maximizada, contribuindo para uma melhor qualidade de vida das pessoas.